# Wałentyn Liwencew
Wałentyn Borysowycz Liwencew, ukr. Валентин Борисович Лівенцев, ros. Валентин Борисович Ливенцев, Walentin Borisowicz Liwiencew (ur. 12 marca?/25 marca 1914 w Gorłowce, w guberni jekaterynosławskiej, Imperium Rosyjskie, zm. 14 września 1989 w Siewierodwińsku, Rosyjska FSRR) – ukraiński piłkarz, grający na pozycji obrońcy lub napastnika, trener piłkarski.

## Kariera piłkarska

### Kariera klubowa
Wychowanek piłki nożnej w Gorłowce. Karierę piłkarską rozpoczął w drużynie Dynamo Gorłówka. W 1934 został piłkarzem Spartaka Charków. W październiku 1936 został zaproszony do Spartaka Moskwa, ale po otrzymaniu ciężkiej kontuzji na początku 1937 był zmuszony opuścić moskiewski klub. Potem 1978 bronił barw Traktoru Stalingrad. Po zakończeniu II wojny światowej zasilił skład  Stachanowca (Szachtara) Stalino. Pod koniec 1948 roku w Stalino przybył przedstawiciel zakładu "Azowstal" i poprosił, aby znaleźć trenera dla zespołu fabrycznego. Na propozycję, że przyszły trener dostanie mieszkanie w Żdanowie, zgodził się Liwencew. W 1949 został grającym trenerem Metałurha Żdanow, w którym zakończył karierę piłkarza w roku 1954.

## Kariera trenerska
Jeszcze będąc piłkarzem rozpoczął pracę szkoleniowca. Na początku 1949 stał na czele Metałurha Żdanow, którym kierował do końca 1954. W debiutowym dla niego sezonie zespół pod jego kierownictwem zdobył mistrzostwo i Puchar miasta oraz zajął drugie miejsce w strefie mistrzostw Ukraińskiej SRR. Potem do 1956 trenował juniorów drużyny amatorskiej Stroitiel Żdanow, po czym szkolił dzieci w Szkole Sportowej. W 1965 prowadził Szachtar Jenakijewe.
14 września 1989 zmarł na udar mózgu w Siewierodwińsku, gdzie gościł u córki. Pochowany w Mariupolu.

## Sukcesy i odznaczenia

### Sukcesy klubowe
Spartak Moskwa
- mistrz ZSRR: 1936 (o)